# Piero Marini
Piero Marini (Valverde, 13 gennaio 1942) è un arcivescovo cattolico italiano, dal 13 settembre 2021 presidente emerito del Pontificio comitato per i congressi eucaristici internazionali.

## Biografia
Nasce a Valverde, in provincia di Pavia e diocesi di Bobbio, il 13 gennaio 1942.

### Formazione e ministero sacerdotale
Nel 1953 entra nel seminario vescovile di Bobbio, dove studia teologia.
Il 27 giugno 1965 è ordinato presbitero, nella chiesa di Santo Stefano Protomartire a Valverde, dal vescovo Pietro Zuccarino.
Nel settembre 1965 mons. Zuccarino lo invia a Roma come studente di filosofia; durante gli ultimi mesi del Concilio Vaticano II inizia a collaborare con il Consilium ad exsequendam Constitutionem de Sacra Liturgia, dove conosce padre Annibale Bugnini, di cui diverrà segretario. Nel 1970, dopo aver conseguito la licenza, ottiene la laurea in teologia, con specializzazione in liturgia presso il Pontificio ateneo Sant'Anselmo.
Dal 1970 inizia a prestare servizio durante le celebrazioni liturgiche papali e collabora con la Congregazione per il culto divino. Il 12 ottobre 1975 è nominato cerimoniere pontificio. Dal 1983 è capoufficio della Congregazione per i sacramenti e il culto divino.
Nel 1981 consegue la laurea in scienze politiche presso la Libera università internazionale degli studi sociali Guido Carli.
Il 1º agosto 1985 è nominato sottosegretario della Congregazione per i sacramenti; lascia pertanto il compito di cerimoniere pontificio.
Il 24 febbraio 1987 papa Giovanni Paolo II lo nomina maestro delle celebrazioni liturgiche pontificie; succede a John Magee, precedentemente nominato vescovo di Cloyne.
Durante l'incarico di maestro porta a compimento la riforma delle liturgie papali, in particolar modo modifica le cerimonie del concistoro, della consegna dei pallii, le canonizzazioni e le beatificazioni nonché i riti per le esequie del pontefice, la sede vacante, il conclave e la Messa d'inizio del ministero petrino.

### Ministero episcopale

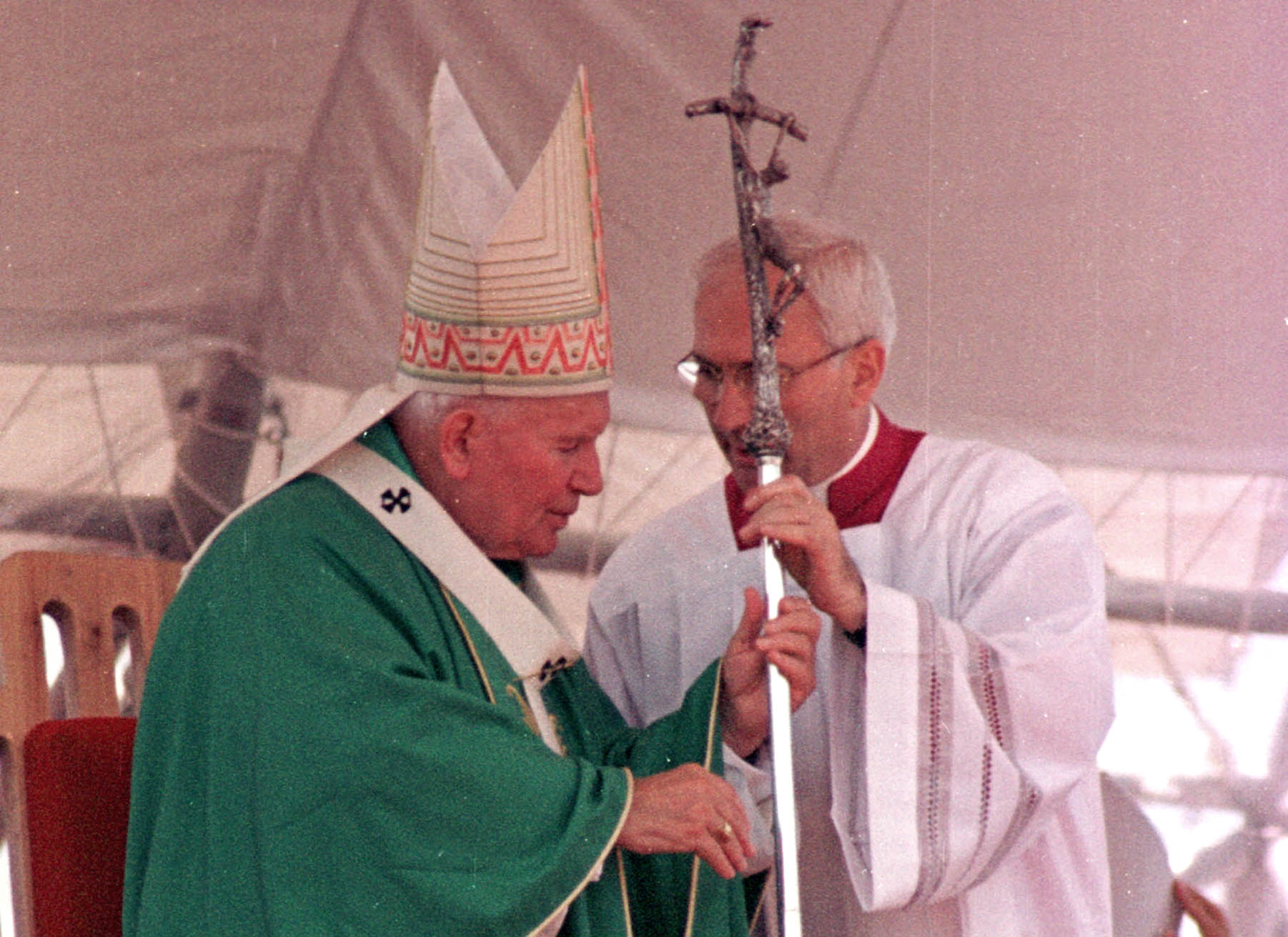
Giovanni Paolo II con mons. Marini a Rio de Janeiro, il 5 ottobre 1997.

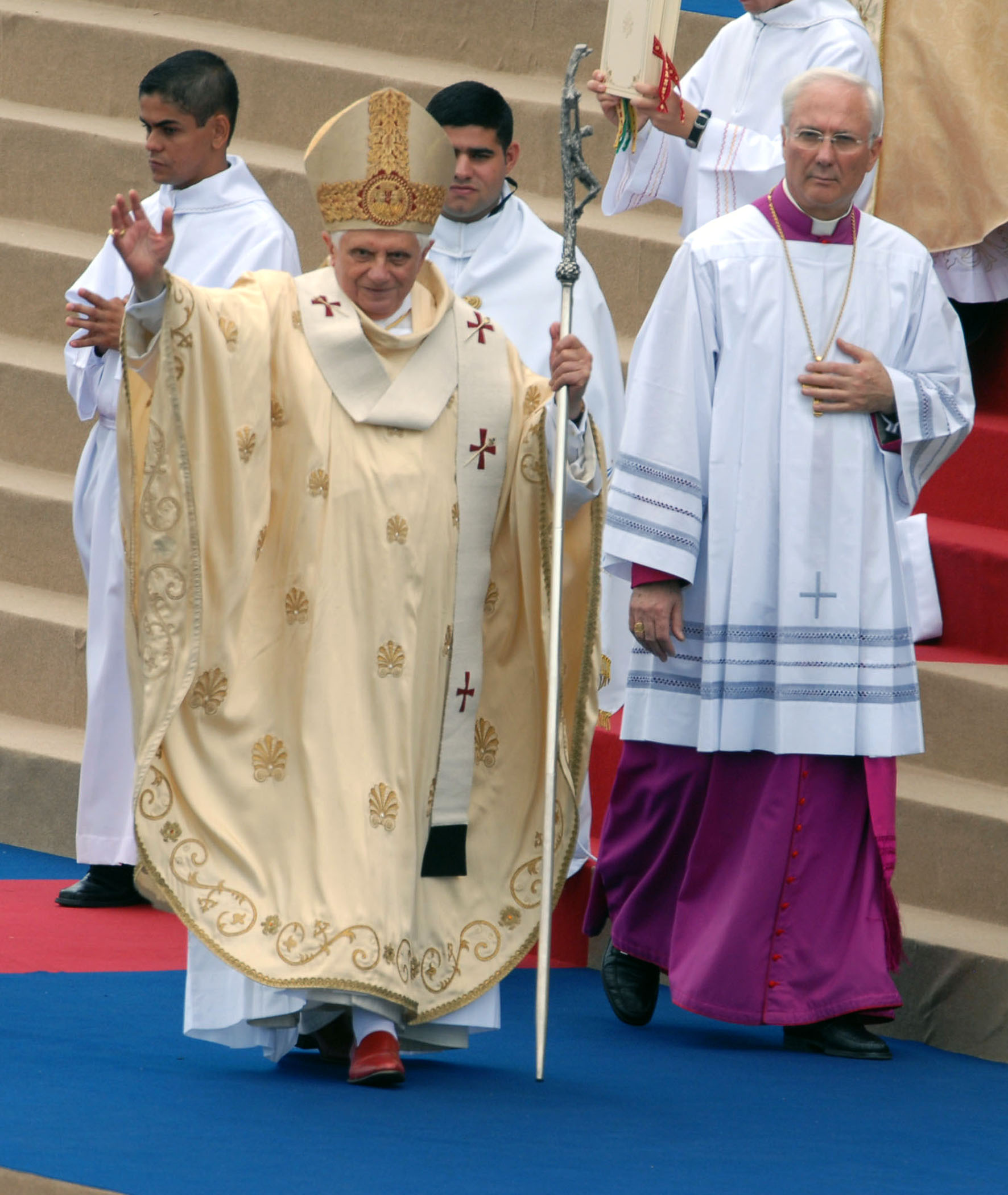
Mons. Marini alla sinistra di papa Benedetto XVI, presso la basilica di Nostra Signora di Aparecida, il 13 maggio 2007.

Il 14 febbraio 1998 papa Giovanni Paolo II lo eleva alla dignità episcopale, nominandolo vescovo titolare di Martirano; il 19 marzo successivo riceve l'ordinazione episcopale, con i vescovi James Michael Harvey e Stanisław Dziwisz, nella basilica di San Pietro in Vaticano, per imposizione delle mani dello stesso pontefice, coconsacranti i cardinali Angelo Sodano e Franciszek Macharski.
Il 29 settembre 2003 riceve il titolo di arcivescovo ad personam.
Il 1º ottobre 2007 papa Benedetto XVI lo nomina presidente del Pontificio comitato per i congressi eucaristici internazionali; succede al cardinale Jozef Tomko, dimessosi per raggiunti limiti di età. Gli subentra nell'incarico di maestro delle celebrazioni liturgiche pontificie mons. Guido Marini, del clero dell'arcidiocesi di Genova.
Nel 2009 riceve la VII edizione del Premio Internazionale Bonifacio VIII "per una cultura della Pace", conferitogli dall'Accademia Bonifaciana di Anagni, su proposta del rettore presidente Sante De Angelis e del presidente del Comitato scientifico Elio Sgreccia.
Il 1º settembre 2015 papa Francesco lo nomina presidente della Commissione speciale per la liturgia presso la Congregazione per le Chiese orientali, mentre il 28 ottobre 2016 lo nomina membro della Congregazione per il culto divino e la disciplina dei sacramenti.
Nella notte tra il 30 e 31 ottobre 2016 viene colpito da un ictus mentre è ospite della parrocchia del Buon Pastore ad Ischia; viene ricoverato presso l'ospedale di Lacco Ameno e in seguito trasferito al policlinico Agostino Gemelli di Roma.
Nei primi mesi del 2017 è nominato vicario del cardinale arciprete della basilica di Santa Maria Maggiore, entrando di conseguenza nel relativo capitolo dei canonici.
Il 24 maggio 2018 è confermato nell'incarico di presidente del Pontificio comitato per i congressi eucaristici internazionali fino alla conclusione del 52º Congresso eucaristico internazionale, svoltosi a Budapest dal 5 al 12 settembre 2021. Il giorno seguente gli succede padre Corrado Maggioni, fino ad allora sottosegretario della Congregazione per il culto divino e la disciplina dei sacramenti.
Conosce l'inglese, il francese, lo spagnolo e il tedesco.

## Genealogia episcopale
La genealogia episcopale è:
- Cardinale Scipione Rebiba
- Cardinale Giulio Antonio Santori
- Cardinale Girolamo Bernerio, O.P.
- Arcivescovo Galeazzo Sanvitale
- Cardinale Ludovico Ludovisi
- Cardinale Luigi Caetani
- Cardinale Ulderico Carpegna
- Cardinale Paluzzo Paluzzi Altieri degli Albertoni
- Papa Benedetto XIII
- Papa Benedetto XIV
- Papa Clemente XIII
- Cardinale Enrico Benedetto Stuart
- Papa Leone XII
- Cardinale Chiarissimo Falconieri Mellini
- Cardinale Camillo Di Pietro
- Cardinale Mieczysław Halka Ledóchowski
- Cardinale Jan Maurycy Paweł Puzyna de Kosielsko
- Arcivescovo Józef Bilczewski
- Arcivescovo Bolesław Twardowski
- Arcivescovo Eugeniusz Baziak
- Papa Giovanni Paolo II
- Arcivescovo Piero Marini

## Araldica
| Stemma | Blasonatura |
| ------ | --- |
|        | Di rosso alla fascia d'argento caricata da una divisa ondata d'azzurro. Lo scudo, accollato a una croce astile patriarcale d'oro, posta in palo, è timbrato dal galero verde. Le nappe, in numero di venti, sono disposte dieci per parte, in quattro ordini di 1, 2, 3, 4. Sotto lo scudo, nella lista svolazzante d'oro, il motto in lettere maiuscole di nero: FONS VITAE. |

## Opere
- Piero Marini, Il quarantesimo della Sacrosantum Concilium. Memoria di un'esperienza vissuta nelle Celebrazioni Liturgiche del Santo Padre, Libreria editrice vaticana, 2004,  p. 66, ISBN 978-88-209-7606-4.
- Piero Marini, Liturgia e Bellezza. Nobilis Pulchritudo, Libreria editrice vaticana, 2005,  p. 136, ISBN 978-88-209-7756-6.
- Claudio Gugerotti e Piero Marini, L'uomo nuovo. Un essere liturgico, collana Betel, Lipa, 2005,  p. 96, ISBN 978-88-86517-94-2.
- Piero Marini, Io sono un papa amabile. Giovanni Paolo II, collana Dimensioni dello spirito, Edizioni San Paolo, 2011,  p. 188, ISBN 978-88-215-7144-2.
- Piero Marini, Giovanni Paolo II. Ricordi di un papa santo, a cura di Luigi Maria Epicoco, Tau, 2014,  p. 72, ISBN 978-88-6244-327-2.

## Onorificenze
- Nel giugno 2003 viene insignito dell'Antonino d'oro dal capitolo di canonici della basilica di Sant'Antonino di Piacenza.[2]